# Младший судья
Мла́дший судья́ (англ. Puisne Justice, фр. Juge puîné) — термин, используемый в Канаде для обозначения судьи, который не является главным судьёй в суде. Младшие судьи существуют в провинциальных судах и Верховном суде Канады.
Этот термин также используется в странах с правовой системой common law: Англии, Австралии, Шри-Ланке и до недавнего времени в Гонконге. Во всех этих странах, как и в Канаде, термин используется лишь применительно к судьям верховных или высших судов, но намного реже.
В других странах (например, с т. н. «континентальной» правовой системой) соответствующая должность называется просто «судья».